# Ita O’Brien
Ita O’Brien (* 1964 in England) ist eine britische Bewegungscoach und Intimitätskoordinatorin.

## Frühes Leben und Familie
O’Brien lernte Tanz an der Royal Academy of Dancing und der Bush Davies School of Theatre Arts. Danach arbeitete sie für etwa 10 Jahre als Tänzerin im Musiktheater am West End und in Musicaltours. 1990 verletzte ein Autounfall ihren Rücken, sodass sie nicht mehr als Tänzerin arbeiten konnte. An der Bristol Old Vic Theatre School erlangte sie 1998 ein Diplom in Schauspiel. O’Brien lernte am Bristol Old Vic ihren Partner kennen und bekam ihren Sohn. Ihre Tochter wurde geboren, nachdem sie den Kurs abgeschlossen hatte. Für 8 Jahre arbeitete sie danach als  Theaterschauspielerin.
An der Central School of Speech and Drama machte sie 2007 ihren Master in Movement Studies und gab daraufhin Kurse in Movement und Schauspiel an der Central und anderen Schauspielschulen. 2009 entwickelte sie ihr erstes Stück April’s Fool; das zweite The Faun über Vaslav Nijinsky wurde 2012 aufgeführt.

## Karriere
2014 beschäftigte O’Brien sich mit der Dynamik zwischen Tätern und Opfern in intimen Schauspielzenen und entwickelte mit ihrer Mentorin Vanessa Ewan Praktiken, um für die Sicherheit von Schauspielern zu sorgen. Daraus resultierte ein Video mit dem Titel „Does My Sex Offend You?“ und um 2016 die Intimacy on Set Guidelines. Als Ende 2017 der Weinstein-Skandal öffentlich wurde und die Unterhaltungsindustrie erkannte, dass Verhaltensregeln gebraucht wurden, konnte O’Brien damit bereits Richtlinien vorweisen. 2018 stellte der Streamingdienst Netflix für die Serie Sex Education mit O’Brien das erste Mal eine Intimitätskoordinatorin ein. Sie gründete darauf das Unternehmen Intimacy on Set, um Training ihrer Methoden für die Unterhaltungsindustrie zu entwickeln, und gibt Workshops. 2021 waren bei den British Academy Television Awards sechs Produktionen, an denen O’Brien als Intimitätskoordinatorin gearbeitet hatte, nominiert. Schauspielerin Michaela Coel, die für I May Destroy You gewann, dankte ihr in ihrer Rede. O’Brien gilt als führende Intimitätskoordinatorin in Großbritannien.
Im Januar 2022 wurde mit O’Brien von der Royal Opera House für Aufführungen der Theodora das erste Mal in Großbritannien eine Intimitätskoordinatorin für Oper engagiert. 2023/2024 arbeitete sie daraufhin auch an großen Schauspiel-/Opernhäusern in Spanien und Frankreich.

## Arbeiten

### Theater und Oper

#### Movement Direction
- 2006: The Indian Boy
- 2007: Back At You (Battersea Arts Centre)
- 2007: Uncle Vanya (Tristan Bates Theatre)
- 2007: The Broken Heart (Embassy Theatre)
- 2007: Heinrich IV. (Embassy)
- 2007: Mephisto (Corbett Theatre)
- 2007: The Laramie Project (Corbett)
- 2007: Othello (Salisbury Playhouse)
- 2007: Machinal (Embassy)
- 2007: Pillars of the Community (Embassy)
- 2008: The Women (Embassy)
- 2008: The Comedy of Errors (Embassy)
- 2008: A Midsummer Nights Dream (Dolphin Gardens)
- 2009: Moll Flanders (The New Players Theatre)
- 2010: Carmen (Leicester Square Theatre)
- 2010: The Southwark Mysteries (Southwark Cathedral)
- 2010: One Flew Over the Cuckoo’s Nest (Chelsea Theatre)
- 2010: Elmina’s Kitchen (Avondale Theatre)
- 2011: The Hot L Baltimore (Avondale)
- 2011: The Front Room (The Drill Hall)
- 2011: The Crucible (Avondale)
- 2012: The House of Bernarda Alba (Avondale)
- 2012: The Tempest (Ivy Arts Centre)
- 2013: Dido and Aeneas (Bussey Building)
- 2013: Vieux Carré (Avondale)
- 2013: Cloud Nine (Avondale)
- 2013: A Small Family Business (Avondale)
- 2013: The Winter’s Tale (Globe Theatre)
- 2014: Hecabe (Ivy Arts Centre)
- 2014: Amphitryon (Theatro Technis)
- 2014: The Sonneteer (Landor Theatre)
- 2014: Obama-ology (Finborough Theatre)
- 2015: Port (Linbury Studio)
- 2015: Memory of Water (Linbury)
- 2015: Love, Love, Love (Linbury)
- 2015: I Wish to Die Singing (Finborough)
- 2015: The Seagull (Linbury)
- 2015: The Winter’s Tale (Pleasance Theatre)
- 2016: Five Women Wearing the Same Dress (Linbury)
- 2016: After the Heat, We Battle for the Heart (Vault Festival)
- 2016: Dracula (Pleasance)
- 2016: A Midsummer Nights Dream (Southwark Playhouse)
- 2016: Bull (Linbury)
- 2017: Silver Lining (Rose Theatre Kingston)
- 2017: Low Level Panic (Orange Tree Theatre)
- 2017: Sea Fret (Old Red Lion Theatre)
- 2017: A Better Life (Kings Head Theatre)
- 2017: Food (Finborough)
- 2018: Clipped (The Place)
- 2018: Madhouse (Shoreditch Town Hall)

#### Intimitätskoordination
- 2021: Spring Awakening (Almeida Theatre)
- 2021: Manor (Royal National Theatre)
- 2022: Theodora (Royal Opera House)
- 2022: The Crucible (Royal National)
- 2022: The Rape of Lucretia (Royal Opera)
- 2022: Ruination (Royal Ballet Company)
- 2023: Antony and Cleopatra (Gran Teatre del Liceu, Barcelona)
- 2023: Hamilton (Tour)
- 2024: The Secret Garden (Open Air Theatre)
- 2024: Pelléas et Mélisande (Grand Théâtre de Provence, Aix-en-Provence)
- 2024: Theodora (Teatro Real, Madrid)

### Fernsehserien und Filme
wenn nicht anders notiert, als Intimitätskoordinatorin
- 2016: The Girl with All the Gifts – Assistant Movement Director
- 2016: Humans (Fernsehserie, 6 Episoden) – Assistant Movement Director
- 2017–2018: Philip K. Dick’s Electric Dreams (Fernsehserie, 10 Episoden) – Intimitätskoordinatorin und Movement Director
- 2018–2020: Bulletproof (Fernsehserie, 14 Episoden)
- 2019: Hanna (Fernsehserie, 8 Episoden) – Movement Coordinator
- 2019: Watchmen (Fernsehserie, 9 Episoden)
- 2019–2020: Pennyworth (Fernsehserie, 14 Episoden)
- 2019–2021: Sex Education (Fernsehserie, 24 Episoden)
- 2019–2022: Gentleman Jack (Fernsehserie, 9 Episoden)
- 2020: Gangs of London (Fernsehserie, 2 Episoden)
- 2020: Normal People (Fernsehserie, 12 Episoden)
- 2020: The Great (Fernsehserie, 10 Episoden)
- 2020: I May Destroy You (Fernsehserie, 12 Episoden)
- 2020: Schöne neue Welt (Brave New World, Fernsehserie, 9 Episoden)
- 2020: I Hate Suzie (Fernsehserie, 8 Episoden)
- 2020: The Third Day (Fernsehserie, 4 Episoden)
- 2020: The Sister: Vergraben (The Sister, Fernsehserie, 4 Episoden)
- 2020: Roadkill (Fernsehserie, 4 Episoden)
- 2020: Industry (Fernsehserie, 8 Episoden)
- 2021: Die Ausgrabung (The Dig)
- 2021: It’s a Sin (Fernsehserie, 5 Episoden)
- 2021: Sie weiß von Dir (Behind Her Eyes, Fernsehserie, 6 Episoden)
- 2021: Viewpoint (Fernsehserie, 2 Episoden)
- 2021: The Pursuit of Love (Fernsehserie, 3 Episoden)
- 2021: Master of None (Fernsehserie, 5 Episoden)
- 2021: Anne Boleyn (Fernsehserie, 1 Episode)
- 2021: Ein Festtag (Mothering Sunday)
- 2021: True Things
- 2021: The Last Duel
- 2021: Tanz zum Ruhm (Birds of Paradise)
- 2021–2023: Foundation (Fernsehserie, 11 Episoden)
- 2021: You Don’t Know Me (Fernsehserie, 1 Episode)
- 2021: The Girl Before (Fernsehserie, 4 Episoden)
- 2022: Chloe (Fernsehserie, 6 Episoden)
- 2022: Der junge Wallander (Fernsehserie, 1 Episode)
- 2022: Vikings: Valhalla (Fernsehserie, 8 Episoden)
- 2022: Der Anruf (All the Old Knives)
- 2022: The Serpent Queen (Fernsehserie, 1 Episode)
- 2022: Ten Percent (Fernsehserie, 1 Episode)
- 2022: That Dirty Black Bag (Fernsehserie, 8 Episoden)
- 2022: Halo (Fernsehserie, 1 Episode)
- 2022: Conversations with Friends (Fernsehserie, 12 Episoden)
- 2022: The Undeclared War (Fernsehserie, 3 Episoden)
- 2022: Lady Chatterleys Liebhaber (Lady Chatterley’s Lover)
- 2022: Empire of Light
- 2022: Chevalier
- 2022: Bad Sisters (Fernsehserie, 1 Episode)
- 2022: Pretty Red Dress
- 2022–2024: The Outlaws (Fernsehserie, 5 Episoden)
- 2022: Peripherie (Fernsehserie, 2 Episoden)
- 2022: Tell Me Everything (Fernsehserie, 6 Episoden)
- 2022: Gefährliche Liebschaften (Dangerous Liaisons, Fernsehserie, 8 Episoden)
- 2023: Magic Mike: The Last Dance
- 2023: Carnival Row (Fernsehserie, 1 Episode)
- 2023: Die Gabe (The Power, Fernsehserie, 2 Episoden)
- 2023: The Pope’s Exorcist
- 2023: No Escape (Fernsehserie, 2 Episoden)
- 2023: Then You Run (Fernsehserie, 8 Episoden)
- 2023: North Star
- 2023: Locked In
- 2023: Men Up (Fernsehfilm)
- 2024: The Outrun
- 2024: Masters of the Air (Fernsehserie, 1 Episode)
- 2024: Too Good to Be True (Fernsehserie, 1 Episode)
- 2024: The Way (Fernsehserie, 3 Episoden)
- 2024: The Veil (Fernsehserie, 6 Episoden)
- 2024: My Lady Jane (Fernsehserie, 8 Episoden)
- 2024: A Good Girl’s Guide to Murder (Fernsehserie, 6 Episoden)
- 2024: Beetlejuice Beetlejuice
- 2024: We Live in Time
- 2024: Moonflower Murders (Fernsehserie, 1 Episode)
- 2024: Apartment 7A
- 2024–2025: The Agency (Fernsehserie, 10 Episoden)
- 2025: Hot Milk
- 2025: Black Bag – Doppeltes Spiel (Black Bag)